# Chunhyangga

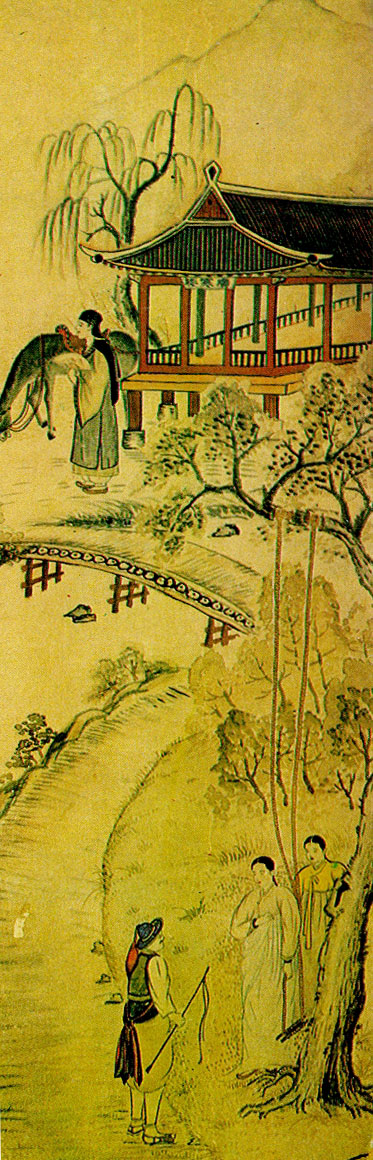
Peinture datant de la dynastie Joseon illustrant l'histoire de Chunyang

Le Chunhyangga (hangul:춘향가, hanja: 春香歌), ou Le Chant de Chunyang, est l'un des plus célèbres pansori (récit musical) de Corée, ayant connu une popularité considérable dans le pays au cours du siècle dernier. Le Chunhyangga est considéré comme le meilleur pansori musical, littéraire et théâtral et illustre la fidélité.

## Intrigue
Le Chunhyangga raconte l'histoire d'amour entre Chunhyang (춘향), la fille d'une artiste kisaeng, et Yi Mongryong (이 몽룡), le fils d'un magistrat. Après leur mariage illégal, Mongryong se rend à Séoul et un magistrat local corrompu, Byeon le vicieux (변학도), tente de forcer Chunhyang à être sa concubine. Elle refuse et est confrontée à la mort, mais est secourue à la dernière minute par Mongryong qui revient dans son nouveau rôle d'inspecteur royal secret. L'histoire se déroule à Namwon, dans la province de Jeolla.

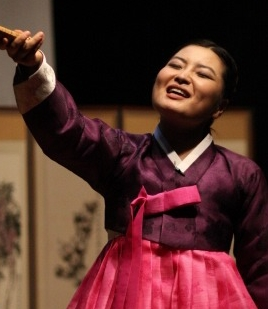
Interprétation du passage «nundaemok»

L'histoire comporte plusieurs scènes : l'une est paisible, l'autre triste, l'une humoristique et l'autre sérieuse. La musique change en fonction de la scène, de l'histoire et des thèmes. Les divers chanteurs « pansori » qui l'ont interprétée au fil du temps ont apporté de célèbres « deoneum » (nouvelle section du récit musical), ce qui lui confère une grande valeur musicale et historique. Traditionnellement, la mise en scène est minimaliste: la représentation est assurée par un chanteur-narrateur qui se sert de son éventail comme accessoire universel et est simplement accompagné par un joueur de tambour,.
Il n'existe pas de documents confirmant la période exacte à laquelle le Chunhyangga a été écrit. On peut trouver le Chunhyangga dans le Manwhajip écrit par Yu Jin-han pendant la Période Joseon, ainsi que dans le Mugeukhangrok de la même époque écrit par Juik-Yang. Il suppose donc que le Chunhyangga existe depuis bien avant le roi Sukjong de Joseon (1661–1720). Bien que basé sur des chansons traditionnelles plus anciennes, il a été composé sous sa forme actuelle dans les années 1870 par Shin Jae-hyo.
Le Chunhyangga est le plus long des cinq pansori. En 1969, le maître du pansori Pak Tongjin a chanté le Chunhyangga pendant huit heures (surprenant son public). La version originale du Chunhyangga n'était pas si longue, mais elle a été considérablement développée au fil du temps. Les chanteurs de pansori ont ajouté au fil du temps de nouvelles techniques, mélodies et histoires au Chunhyangga.

## Analyse

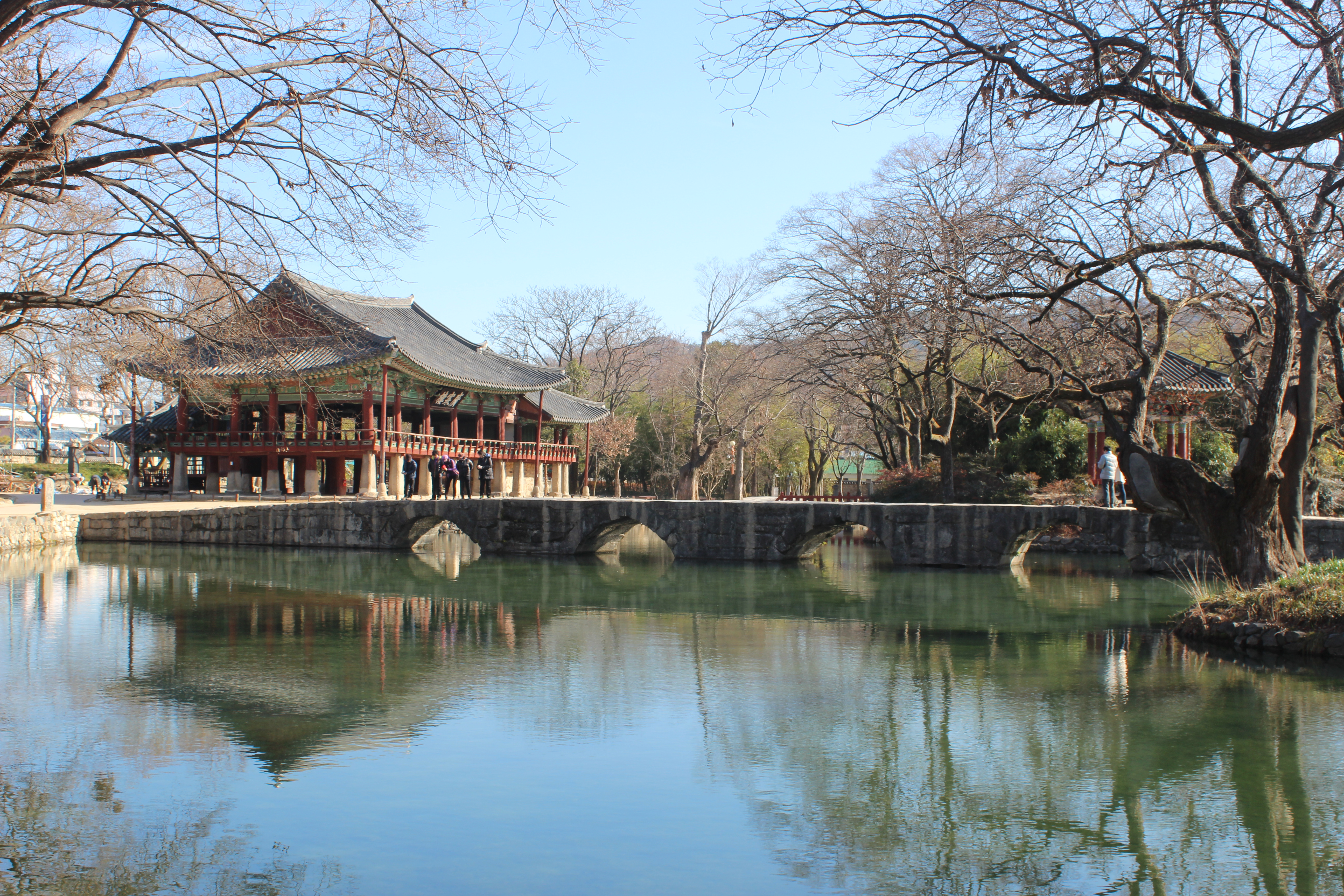
Le pavillon du jardin de Gwanghallu à Namwon

Le Chunhyangga est composé de sept parties :
1. La première rencontre de Yi Mongryong et de Chunhyang dans le jardin de Gwanghallu.
2. L'amour de Mongryong et Chunhyang.
3. La séparation de Mongryong et Chunhyang.
4. La tyrannie de Byeon et l'emprisonnement de Chunhyang.
5. Mongryong remporte la première place à l'examen d'État et rencontre Chunhyang à nouveau.
6. Byeon est puni et Mongryong et Chunhyang vivent une vie longue et heureuse.
7. Mongyong est mariée à Chunhyang.

Le Chunhyangga n'est pas seulement l'histoire d'une femme de réputation chaste, mais aussi celle de la résistance à l'aristocratie. L'histoire met en scène Chunhyang, la fille d'une kisaeng (artiste féminine), qui devient l'épouse d'un magistrat de district. Cela indique que l'auteur de l'histoire a refusé le système de statut. Dans le Chunhyangga, on trouve l'expression du désir de vérité et de liberté humaine du peuple.
Le Chunhyangga est l'une des cinq histoires survivantes de la tradition musicale du conte pansori de Corée.  Les autres histoires sont Simcheongga, Heungbuga, Jeokbyeokga et Sugungga. 

## Adaptations
Le Chunhyangjeon (en) (hangul: 춘향전, hanja: 春香傳), L'Histoire de Chunyang, est un godae soseol, une histoire ancienne, basée sur le Chunhyangga.
Le Chunhyangga a été traduit en français en 2008 par Choi Mikyung et Jean-Noël Juttet et publié aux éditions Zulma sous le litre Le Chant de la fidèle Chunyang. 
L'histoire a été filmée plus d'une douzaine de fois, dont la plus notable en 2000, également sous le titre  Le Chant de la fidèle Chunhyang par le réalisateur coréen Im Kwon-taek. Elle a également été la base de la série de comédies romantiques coréennes à succès Sassy Girl Chun-hyang et a été adaptée en une comédie musicale pour enfants.
Shin Shunkaden, un manga de Clamp, est librement basé sur cette histoire.
La ville de Namwon continue d'entretenir cette tradition : se surnommant « la ville de l'amour », elle organise à chaque printemps un festival à la mémoire de Chunyang et accueille un parc thématique touristique ainsi que le Centre de la musique coréenne traditionnelle populaire (ko).